# Sandgrunden (Hammarland, Åland)
Sandgrunden är skär i Åland (Finland). De ligger i Ålands hav och i kommunen Hammarland i landskapet Åland, i den sydvästra delen av landet. Öarna ligger omkring 19 kilometer väster om Mariehamn och omkring 300 kilometer väster om Helsingfors. 
Arean för den av öarna koordinaterna pekar på är 1 hektar och dess största längd är 150 meter i sydväst-nordöstlig riktning. Närmaste större samhälle är Mariehamn, 18,3 km öster om Sandgrunden.